# 葵青隧道
葵青隧道（英語：Kwai Tsing Tunnels）為港鐵屯馬綫的鐵路隧道，全長約3.59公里，連接港鐵荃灣西站至美孚站。

## 建造歷程
作為西鐵第一期工程的一部分，此隧道建造合約於1998年10月批出，造價為19億港元，由寶嘉-亞太土木聯營承建，並於1999年6月22日進行首次鑽爆，2000年3月再展開鑽挖段工程。
隨著隧道鑽挖機「木蘭」於2001年7月9日抵達葵涌豎井，東、西行線隧道均正式貫通，並於2003年12月20日作為九廣西鐵一部分正式通車。

## 隧道設計及特色
葵青隧道全長約3.59公里，分為三段施工：位於環宇海灣、長180米的隧道以明挖回填方式施工，另各長1.8公里及1.64公里的青荃隧道及下葵涌隧道路段，則分別以隧道鑽挖機及鑽爆方式興建，以分別應付岩土混合地質和花崗岩岩層。
由於路段較長，此隧道亦設有3個緊急出入口，分別位於永基路、聯接街，以及呈祥道近美孚站；此外，隧道中段亦設有葵芳輔助設施大樓，內有通風機房，以及由中電管轄的牽引變電站連中性區。
為配合當時仍未取消的港口鐵路線計劃，下葵涌隧道於荔景紀律部隊宿舍地底設有預留結構，以便日後進行擴展。

## 爭議
- 於1995年規劃興建九廣西鐵時，曾有建議於葵青隧道中段加建「葵芳站」，並與鄰近的荃灣綫葵芳站接駁。然而，由於技術困難、難以轉乘及工程嚴重影響交通，此方案最終被九鐵否決[10][11]，並以美孚站取代。
- 由於荃灣保華工業大廈及華基工業中心的地基與葵青隧道結構相抵觸，政府於決定於2000年初收回及徹底拆卸兩廈，以騰出地層興建隧道。然而，華基業戶因所獲賠償過低，就收地問題與政府及施工團隊爆發衝突，直到同年9月27日才完成收地[12][13]。